# Copo (departamento)
Copo é um departamento da Argentina, localizado na 
província de Santiago del Estero.